# 多尔塞特文化
多尔塞特文化（Dorset Culture）是一个位于北美洲极区的古北极圈文化。多尔塞特文化在因纽特人之前已经存在，大致从公元前800年起开始兴盛，至公元1000年左右开始衰落。在因纽特人的传说中曾提到图尼伊特人（单数：图尼克人）以及西乌里尔米乌特人（在因纽特人的语言中是“第一批居民”的意思）。他们是身材高大、体格强壮的巨人，但最后仍被因纽特人击败驱逐。这些传说中的人被考古学家认为是多尔赛特文化的民族。随着因纽特文化优势地位的确立，多尔赛特文化遂逐渐消亡。哈德逊湾岛屿中的萨德里尔米乌特人被认为是多尔赛特文化最后的遗存，他们一直生活在与世隔绝的环境中，直到19世纪初叶被外界发现，但受到西方人带来的疾病影响，1902年之后萨德里尔米乌特人完全灭绝。

## 起源

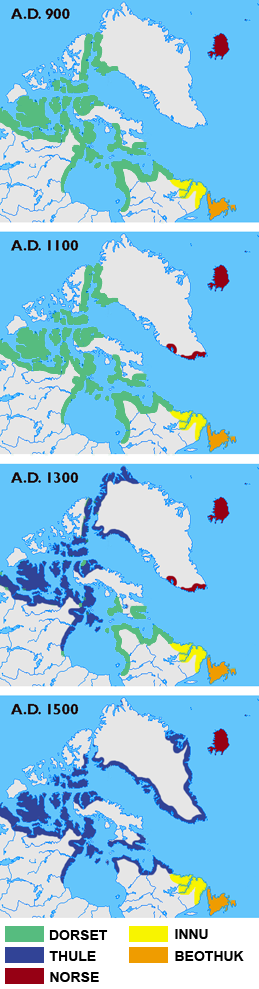
公元（A.D.）900年至1500年间北极地区各种文化消长对比，绿色的是多尔塞特文化，而蓝色的是图尔文化。

多尔塞特文化的起源曾经是考古学界争论的热点之一。曾经有考古学家认为多尔塞特人是从阿拉斯加地区迁徙而来的移民，而另一些考古学家则认为多尔塞特文化与五大湖-圣劳伦斯河谷地区的印第安文化有共同之处。然而，在早期多尔塞特文化遗址和前多尔塞特文化遗址上的考古发现以及相关的碳同位素测试最终证明了：多尔塞特文化是由加拿大东部极区的前多尔塞特文化上发展出来的。因为两者使用的工具以及其他文化特点上都有大量的共通之处以及明显的演化传承特征。
从前多尔塞特文化向多尔塞特文化的转变细节尚不为考古学家所知，因为不同地区转变的速率并不相同。这种转变的直接诱因是始于公元前1500年的气候转变。随着气候变冷，部分前多尔塞特人向南迁徙，剩余的人中有一部分死于寒冷及其他因素，而最终剩下的居民逐渐在前800年至前500年的三个世纪间形成了多尔塞特文化。

## 习俗
相比于前多尔塞特文化，气候变化对多尔塞特人的影响体现在各个方面。寒季时，多尔塞特人无法进行陆地上的狩猎，只能转为在冰上捕猎海豹、海象等海洋哺乳动物。多尔塞特人不再使用弓箭，而是使用长矛捕猎。
多尔塞特人是游猎民族，通常以小型群落为单位，季节性地迁徙。夏天，多尔塞特人居住在皮毛制的帐篷中，冬天则居住在半地下的石屋中。多尔塞特文化是北美极地地区中已知的首个会制造冰屋的文化。这似乎是多尔塞特人的发明。
多尔塞特人捕猎的主要对象是海豹、海象、北美驯鹿、北极兔、北极熊、北极狐以及各种鱼类和鸟类，捕猎的工具包括石制陷阱以及长矛。考古证据显示，多尔塞特人极少驯养狗，所以他们很可能使用人力来拉动雪橇。在遗址中发现了针盒与鸟骨为材料制作的针，说明多尔塞特人可以缝制皮毛衣服。

## 艺术
多尔塞特文化遗留了不少壁画、雕刻和手工艺品。雕刻作品一般使用骨头、鹿角和海象牙为材料。大部分作品的主题是各种走兽、鸟类、鱼类、人物以及传说中的生物。

## 消亡
大约公元10世纪时，北美极地地区气候开始变暖，同时，图勒人开始从阿拉斯加北部向东北迁移，大约在1100年左右到达格林兰岛。这些移民在经过与多尔塞特人的接触和交流后，逐渐取代了多尔塞特人。之后，图勒文化逐渐演化为现代的因纽特文化。